# MELODY (チューリップのアルバム)
『MELODY』（メロディ）は、チューリップの通算7枚目のアルバム。1976年9月5日発売。

## 解説
タイトル通りメロディを重視して仕上げたアルバムで、生音っぽさが耳に入るようにミックスがなされているため、『魔法の黄色い靴』への原点回帰的な要素が含まれている一方で、荒削りではないよう厚みを持たせたアレンジがなされている。
また、シングル『風のメロディ』もこのアルバム用に制作された（そのため、タイトルにも「メロディ」が入っている）が、アルバムに収録することでシングルを買わない人が発生するのを避けるために、最終的にアルバムには収録されなかった（このようなシングルとアルバムの割り振りは、断続的ではあるが第2期まで続くこととなる）。結果として、姫野達也が単独でボーカルを取った曲は1曲も無い一方、吉田彰が2曲でボーカルを取っている（1曲は作詞・作曲も担当）。
なお、オリジナルアルバムとしては初めて全ての楽曲の編曲をバンドメンバーのみで行った。
ジャケットはモノクロのメンバー5人の写真とアルバムタイトルであり、メンバー全員が同じ大きさで写っているジャケット写真としては久々のものである（『無限軌道』は財津以外のメンバー4人が小さく写るのみだった）。
ちなみに、発売当初は帯が表面の左端に写る安部に重なってしまったため、帯にも安部の同じショットを印刷して対応していた。
このアルバム以降のほぼ全てのアルバムには、クレジット部分に「I dedicate this record to〜」という文章が挿入されるようになった。
2000年、『TULIP Anthology 1〜Rare Tracks〜』にこのアルバムのために制作した未発表曲『涙はいらない』が収録された。

## 収録曲
SIDE A
1. ふたつの鍵
  - 作詞／作曲：財津和夫　編曲：チューリップ　ボーカル：財津和夫
  - 恋人と過ごした部屋を主題に据えた楽曲で、財津がよく用いる情景でもある。ホンキートンク風のピアノが特徴的。
  - 1988年のソロアルバム『Z氏の悪い趣味』でセルフカバーされた。
2. 淋しくて淋しくて
  - 作詞／作曲：財津和夫　編曲：チューリップ　ボーカル：財津和夫
  - 財津のボーカルとメンバーのコーラスで楽曲が進むが、2番ではコーラスがボーカルパートを、財津が一人でコーラスパートを歌うように入れ替わる。
3. かけおちのすすめ
  - 作詞／作曲：安部俊幸　編曲：チューリップ　ボーカル：安部俊幸
4. もう一杯のウヰスキー
  - 作詞／作曲：吉田彰　編曲：チューリップ　ボーカル：吉田彰
5. あの娘は魔法使い
  - 作詞：財津和夫／作曲：財津和夫・姫野達也　編曲：チューリップ　ボーカル：財津和夫
  - ライブでの定番曲となっている楽曲。
  - 1989年の解散ツアーでは最終日のアンコールに突然演奏された。

SIDE B
1. 青春の色（テレビ主題歌でない「あゝ青春より」）
  - 作詞／作曲：財津和夫　編曲：チューリップ　ボーカル：財津和夫
  - 財津にとっての悲しみの象徴である「青色」を打ち出した楽曲。
2. 夏の祭り
  - 作詞：財津和夫／作曲：吉田彰　編曲：チューリップ　ボーカル：吉田彰
  - 吉田によるボーカルも相まって叙情詩のような佇まいを持つ楽曲。
3. ともだちのあなただから
  - 作詞／作曲：財津和夫　編曲：チューリップ　ボーカル：財津和夫
  - 同日発売のシングルのカップリング曲。
  - 詳細は『風のメロディ』のページを参照。
4. だから話して欲しい
  - 作詞／作曲：財津和夫　編曲：チューリップ　ボーカル：財津和夫
  - 3曲目と楽曲名は繋がっているが、歌には繋がりはない。
5. ロック地獄
  - 作詞／作曲：財津和夫　編曲：チューリップ　ボーカル：財津和夫・吉田彰
  - 当初のボーカルは上田雅利を想定していたが、キーの問題から変更となった。ただし、財津のソロツアーに上田が参加した際は、吉田のパートを上田が担当し、財津とのツインボーカルを披露した。
  - 1987年のツアーではアンコールで披露され、その際には吉田のパートを宮城伸一郎が担当した。
  - 前作の路線を継承して、歌詞に「英語塾」「歩行者天国」など当時の世相を織り込んだハードロック調の作品である。
  - 歌詞中の「国鉄」の部分は、民営化後にライブ演奏される際は「JR」に置き換えられて歌われている。
  - 財津は40周年記念のベストアルバムにこの曲を収録するなど、韻を踏みつつ自虐も入った遊び心のある歌詞が気に入っているとのことである。
6. 私から年老いたあなた方へ
  - 作詞／作曲：財津和夫　編曲：チューリップ　ボーカル：財津和夫
  - ピアノとストリングスがメインで、最後に長い休止の後、全く違う曲調を持ってくるなど中期以降のビートルズを思わせる作品。『私の小さな人生』などと同様に、老成した内容の歌詞が特徴。

## クレジット
SHOO KUSANO – SHINKO PRODUCTIONS
ALL SONGS ARRANGED AND PERFORMED BY TULIP
Except B-6 STRINGS ARRANGED BY HIROKI INUI
ART DIRECTION – TAKUYA OHNO
COVER DESIGN ORBIS, TOSHIO MATSUMOTO
PHOTOGRAPHY – KENJI TAGUCHI
SUPERVISION – SHIRO NISHIDA
MANAGEMENT – MASAYUKI SEO
ENGINNER – PRETTY ITOH
ASSISTANT – AKAME KAWA & SMILE YAMAGUCHI
SPECIAL THANKS TO .... HOPEFUL SHIGEMI
RECORDED AT TOSHIBA – EMI STUDIOS
PRODUCED BY KAZUNAGA NITTA
The Clown　Kazuo Zaitsu
The Consolar　Shiro Nishida
The Eternal Sleepyhead　Masayuki Seo
The Original Suppliers　Mammy, Seo’s Wife（Ako） & Yoshida’s WIFE（Statch）
The Man Called HILTON　Pretty Itoh
Those Who Endured Out of Friendship　Takuya Ono
The Lonely Lover　Shunji Ueno
The “John”Watcher　Shoichi Miyauchi
Any Body Knows　Masaru Morishita
The Groupies　The Receptionist

We would like to express out thanks to those who to persevered in various ways – by playing mah-jong during the day from June 4 to July 5 and pulling all-nights to make the production of this record possible.
“I dedicate this record to sexy-girls throught the country.” -KAZUO ZAITSU